# リューベチ・シノディク
リューベチ・シノディク（ロシア語: Любецкий синодик）は、リューベチに伝わっていたシノディクである。

## 概要
リューベチ・シノディクは、1786年までアントニエフ・リューベチ修道院に、後にヴォスクレセンスキー教会に引き継がれていた。その原本は消失しているが、19世紀後半に、軍人であり歴史学者であったG.ミロラドヴィチ(ru)と、チェルニゴフ（チェルニーヒウ）大主教フィラレート(ru)によって出版された版がある。また19世紀後半のR.ゾトフ(ru)が詳細な研究を残している。
リューベチ・シノディクは、リューリク朝の一分家であるチェルニゴフ公家（オレグ家(ru)）の公たちに関する重要な史料でもある。